# Arcésilas Ier
Pour les articles homonymes, voir Arcésilas.
Arcésilas est le second roi de Cyrène (actuelle Libye), entre 599 av. J.-C. et 583 av. J.-C.. 

## Biographie
Le règne d'Arcésilas Ier est particulièrement méconnu : l'unique source antique à son sujet, Hérodote, indique que le règne d'Arcésilas a duré seize années, et que la colonie de Cyrène n'était composée que des premiers émigrants. Selon François Chamoux, il est peu probable que le peuplement de la colonie de Cyrène, dans les premières années de son existence, se soit limité aux compagnons de Battos Ier et à leur épouse libyenne,,. En effet, venus à bord de deux pentécontères, les colons grecs n'étaient pas plus de 200,. De fait, François Chamoux considère que jusqu'au règne de Battos II la population hellène fut exclusivement d'origine théréenne. 
S'appuyant notamment sur les origines très diverses de céramiques datant de la fin du VIe siècle retrouvées à Cyrène, ainsi que sur la mention, dans les sources littéraires antiques, de la présence de Lacédémoniens et de Lindiens parmi les membres de l'expédition menée par Battos Ier,,, l'historienne Michela Costanzi estime au contraire que les Théréens n'étaient pas seuls dans cette aventure coloniale. Ils étaient très probablement accompagnés de Grecs venus d'autres horizons, et en particulier, de Lacédémoniens, « la présence de [ces derniers semblant] normale dans une entreprise concernant une fondation elle-même issue d'une colonie ». 
D'après François Chamoux, qui juge la personnalité d'Arcésilas bien pâle en comparaison de celle de Battos Ier, il faut placer le règne d'Arcésilas Ier dans la continuité de celui de son père : « Les constructions mises en train s'achèvent, la population homogène des colons théréens se développe normalement et commence à entourer le souvenir de l'Archégète de la vénération due aux héros ».